# 고계흥
고계흥(高季興, 858년 ~ 929년 1월 28일(음력 928년 12월 15일))은 오대십국시대의 형남의 초대 군주(재위：907년 ~ 928년)이다. 시호는 무신왕(武信王), 자는 이손(貽孫)이다.

## 생애
그는 섬주(陝州, 지금의 하남성 삼문협시) 협석현(硤石縣, 지금의 하남성 삼문협시 섬주구 동남쪽) 출신으로 변주(汴州, 지금의 하남성 개봉시)의 상인의 집사였다가 주전충의 군대에 투신하여 그의 신임을 얻어 부장으로서 주전충을 따라 각지에서 활약하였다.
907년 주전충이 당나라를 멸망시키고 후량을 건국하자, 고계흥은 형남절도사(荊南節度使)가 되었다. 부임한 고계흥은 전쟁이 끊이지 않았던 이땅의 부흥에 힘을 기울였다. 그 후 주전충이 사망하자 형주(荊州, 현 호북성 강릉）, 귀주(歸州), 협주(峽州)의 3주를 차지하여 독립했다.
그 후 후량이 후당에게 멸망당하자 후당에게 신하를 자청해 925년 남평왕(南平王)에 봉해졌다. 그러나 후당이 전촉을 공격하려 할 때 고계흥은 자신이 촉에서 세력을 확장하려는 구상을 막아버리는 일이었기에 후당과 연을 끊고 동쪽의 오의 신하를 자청했다.
928년, 고계흥이 죽자 그의 장남 고종회(高從誨)가 뒤를 계승하여 형남 절도사가 되었다.
| 전임 (초대) | 제1대 형남의 군주 907년 ~ 928년 | 후임 장남 남평문헌왕 고종회 |

| 전임 (유후) 하괴 | 형남절도사 907년 ~ 928년 | 후임 고종회 |